# Chelonus prunicola
Chelonus prunicola är en stekelart som beskrevs av Mccomb 1968. Chelonus prunicola ingår i släktet Chelonus och familjen bracksteklar. Inga underarter finns listade i Catalogue of Life.